# Hana Benešová (lekkoatletka)
Hana Benešová (ur. 19 kwietnia 1975 w Čáslaviu) – czeska lekkoatletka, sprinterka, olimpijka, medalistka imprez międzynarodowych.
Zajęła 5. miejsce w finale biegu na 400 metrów na mistrzostwach świata juniorów w 1992 w Seulu, a w sztafecie 4 × 400 metrów odpadła w eliminacjach. Na mistrzostwach Europy juniorów w 1993 w San Sebastián zdobyła złoty medal w biegu na 100 metrów i srebrny medal w biegu na 200 metrów, a sztafeta 4 × 400 metrów z jej udziałem została zdyskwalifikowana. Zajęła 7. miejsce w sztafecie 4 × 400 m na seniorskich mistrzostwach świata w 1993 w Stuttgarcie. Na halowych mistrzostwach Europy w 1994 w Paryżu zajęła 4. miejsce w finale biegu na 200 metrów i dopadła w eliminacjach biegu na 60 metrów. Zdobyła brązowy medal w biegu na 400 m podczas mistrzostw świata juniorów w 1994 w Lizbonie, a w sztafecie 4 × 100 metrów została zdyskwalifikowana. Odpadła w półfinale biegu na 400 m na seniorskich mistrzostwach Europy w 1994 w Helsinkach, a sztafeta 4 × 400 m z jej udziałem zajęła w finale 5. miejsce.
Na halowych mistrzostwach świata w 1995 w Barcelonie zdobyła srebrny medal w sztafecie 4 × 400 m (sztafeta biegła w składzie: Naděžda Koštovalová, Helena Dziurová, Benešová i Ludmila Formanová). W biegu na 200 metrów odpadła w eliminacjach. Na mistrzostwach świata w 1995 w Göteborgu odpadła w eliminacjach sztafety 4 × 400 m. Odpadła w półfinale biegu na 400 m podczas halowych mistrzostw Europy w 1996 w Sztokholmie (w finale B zajęła 2. miejsce).
Na igrzyskach olimpijskich w 1996 w Atlancie Benešová odpadła w ćwierćfinale biegu na 400 m, a w sztafecie 4 × 400 m zajęła wraz z koleżankami 7. miejsce. Zajęła 4. miejsce w sztafecie 4 × 400 m na halowych mistrzostwach świata w 1997 w Paryżu, a w biegu na 400 m odpadła w półfinale.
Zdobyła trzy medale w młodzieżowych mistrzostwach Europy w 1997 w Turku: złoty w biegu na 200 m, srebrny w biegu na 400 m i brązowy w sztafecie 4 × 400 m. Na mistrzostwach świata w 1997 w Atenach zajęła 5. miejsce w sztafecie 4 × 400 m i odpadła w eliminacjach na 400 m. Zajęła 6. miejsce na 400 m na halowych mistrzostwach Europy w 1998 w Walencji.
Zajęła 5. miejsce w sztafecie 4 × 400 m na mistrzostwach Europy w 1998 w Budapeszcie, a w biegu na 200 m odpadła w eliminacjach. Odpadła w eliminacjach na 200 m na mistrzostwach świata w 1999 w Sewilli, a sztafeta 4 × 400 m z jej udziałem zajęła w finale 4. miejsce.
Odpadła w ćwierćfinale biegu na 400 m na igrzyskach olimpijskich w 2000 w Sydney, a w sztafecie 4 × 400 m zajęła wraz z koleżankami 7. miejsce.
Hana Benešová była mistrzynią Czech w biegu na 100 m w 1993, 1997 i 2002, na 200 m w  1993, 1996, 1999, 2002 i 2003 oraz na 400 m w 1995, a także halową mistrzynią na 60 m w 1994, 1999, 2003 i 2004, na 200 m w 1993, 1994, 1998, 2003 i 2004 oraz na 400 m w 1997
Dwukrotnie poprawiała rekord Czech w sztafecie 4 × 400 m na stadionie do wyniku 3:23,73 (10 sierpnia 1997 w Atenach). 9 marca 1997 w Paryżu sztafeta Czech w składzie: Naděžda Koštovalová, Ludmila Formanová, Helena Fuchsová i Benešová ustanowiła wynikiem 3:28,47 aktualny halowy rekord kraju w tej konkurencji.